# Frigyes Keresztély szász választófejedelem
Frigyes Keresztély (németül: Friedrich Christian; Drezda, Szászország, 1722. szeptember 5. – Drezda, Szászország, 1763. december 17.), 1763 októbere és decembere között, kevesebb mint három hónapra Szászország választófejedelme. Ő volt III. Ágost lengyel király és Ausztriai Mária Jozefa királyné legidősebb életben maradt fia. Apja halálát követően került Szászország élére, ám himlő következtében, 1763. december 17-én, negyvenegy éves korában elhunyt. Hetvennégy napos uralkodása a legrövidebb időnek számít Szászország történelmében.

## Élete

### Származása
Frigyes Keresztély választófejedelmi herceg (Kurfürst) 1722-ben született Drezdában, a Szász Választófejedelemség fővárosában.
Édesapja a Wettin-ház Albert-ágából való II. Frigyes Ágost szász választófejedelem (1696–1763) volt, III. (Kövér) Ágost néven Lengyelország királya, Litvánia nagyfejedelme, I. Frigyes Ágost szász választófejedelemnek (II. (Erős) Ágost néven lengyel királynak, 1670–1733) és Christiane Eberhardine von Brandenburg-Bayreuth német hercegnőnek (1671–1727) legidősebb élő fia.
Édesanyja Habsburg Mária Jozefa osztrák főhercegnő (1699–1757) volt, I. József német-római császárnak, magyar és cseh királynak (1678–1711) és Vilma Amália braunschweig–lüneburgi hercegnőnek (1673–1742) idősebbik leánya.
Szülei házasságából 12 testvér született:
- Frigyes Ágost Ferenc Xavér (1720–1721), kisgyermekként meghalt.
- József Ágost Vilmos Frigyes Ferenc Xavér János Nepomuk (1721–1728), gyermekként meghalt.
- Frigyes Keresztély Lipót (1722–1763), trónörökös, 1763-ban Szászország választófejedelme.
- Egy halva született leány (*/† 1723)
- Mária Amália Krisztina (1724–1760), aki 1738-ban III. Károly spanyol király felesége lett.
- Mária Margareta Franciska (1727–1734), gyermekkorában elhunyt.
- Mária Anna Zsófia (1728–1797), aki 1747-ben III. Miksa bajor választófejedelemhez ment feleségül.
- Ferenc Xavér Albert herceg (1730–1806), Lausitz grófja, Szászország adminisztrátora.
- Mária Jozefa Karolina (1731–1767), aki 1747-től Lajos dauphinnek (XV. Lajos francia király elsőszülött fiának) felesége, majd XVI. Lajos, XVIII. Lajos és X. Károly francia királyok anyja lett.
- Károly Keresztély József Ignác Eugén Ferenc Xavér (1733–1796), 1758–1763 között Kurland és Semgallen hercege.
- Mária Krisztina Anna hercegnő (1735–1782), csillagkeresztes hölgy, a remiremonti hercegi apátság főnökasszonya.
- Mária Erzsébet Apollónia (1736–1818), csillagkeresztes hölgy.
- Albert Kázmér Ágost (1738–1822), 1765-től Teschen hercege, 1780–1793 között Németalföld helytartója, aki Mária Krisztina főhercegnőt, Mária Terézia császárné leányát vette feleségül.
- Klement Vencel Ágost (1739–1812), Trier hercegérseke és választófejedelme, Augsburg püspök-fejedelme (Fürstbischof).
- Mária Kunigunda Dorottya (1740–1826) csillagkeresztes hölgy, Münsterbilsen kanonisszája, Thorn és Essen főapátnője.

### Házassága
1747-ben feleségül vette a Wittelsbach-házból származó Mária Antónia Walpurga bajor hercegnőt (1724–1780), Károly Albert bajor választófejedelem (1697–1745), 1742-től VII. Károly néven német-római császár és Habsburg Mária Amália főhercegnő (1701–1756) leányát, apai ágon a törökverő II. Miksa Emánuel bajor választófejedelem, anyai ágon I. József német-római császár unokáját. (Vőlegény és menyasszony egymás elsőfokú unokatestvérei voltak, lévén a két anyós, Mária Jozefa és Mária Amália édestestvérek, I. József császár leányai).
Házasságukból kilenc gyermek született, ketten közülük születésük órájában meghaltak:
- Fiúgyermek (*/† 1748), születésekor meghalt.
- Frigyes Ágost József herceg (1750–1827), trónörökös, 1763-tól III. Frigyes Ágost néven választófejedelem, 1806-tól I. Frigyes Ágost néven Szászország első királya,
- Károly Miksa Mária herceg (1752–1781), 1763-tól a trón várományosa.
- József Mária Lajos herceg (1754–1763), fiatalon meghalt.
- Antal Kelemen Tivadar herceg (1755–1836), 1781-től trónörökös, 1827-től I. Antal néven Szászország királya.
- Mária Amália Anna (1757–1831), 1774-től II. Károly Ágost pfalz–birkenfeld-zweibrückeni herceg (1746–1795) felesége.
- Miksa Mária József herceg (1759–1838), 1827-től trónörökös (koronaherceg), aki 1792-ben Karolina Mária Bourbon–parmai hercegnőt (1770–1804), majd 1822-ben Mária Lujza Sarolta Bourbon–parmai hercegnőt (1802–1857) vette feleségül.
- Terézia Mária Jozefina hercegnő (1761–1820).
- Fiúgyermek (*/† 1762), születésekor meghalt.

### Uralkodása
Elhunyt apja örökébe lépve a trónt 1763. október 5-én foglalta el Szászország választófejedelmeként, de még abban az évben, december 17-én meg is halt, 41 éves korában.

## Fordítás
- Ez a szócikk részben vagy egészben  a   Friedrich Christian (Sachsen) című német Wikipédia-szócikk fordításán alapul.  Az eredeti cikk szerkesztőit annak laptörténete sorolja fel. Ez a jelzés csupán a megfogalmazás eredetét és a szerzői jogokat jelzi, nem szolgál a cikkben szereplő információk forrásmegjelöléseként.

| Előző uralkodó: II. Frigyes Ágost | Szászország választófejedelme 1763 – 1763 Wettin-ház | Következő uralkodó: III. Frigyes Ágost |